# Rio Bzipi

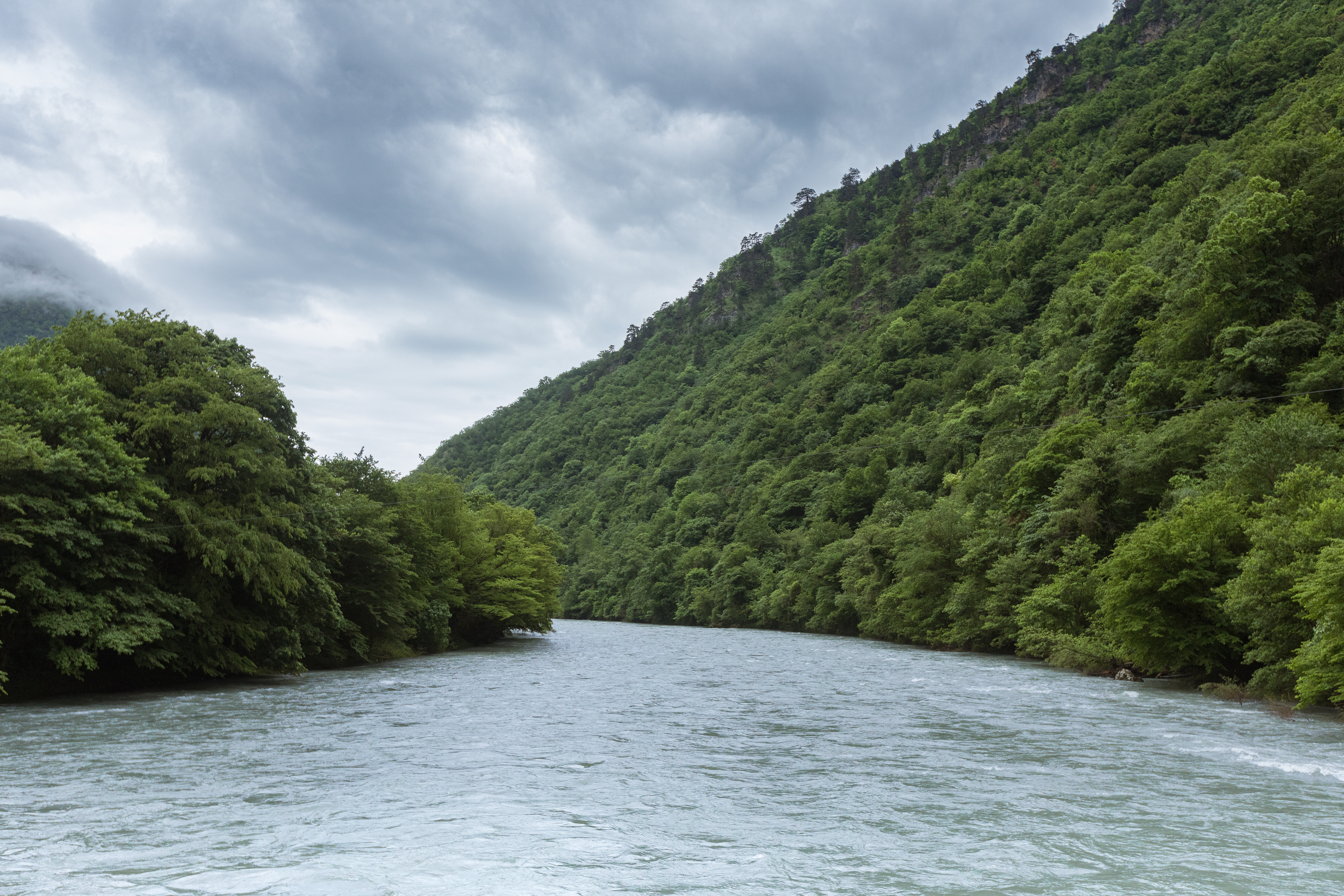
rio Bzipi envolto em floresta.

O rio Bzipi em abecásio: (Бзыҧ), geórgiano: (ბზიფი), em russo: (Бзыбь ) é um dos dois maiores rios da Abkhazia, e junto com o rio Kodori formam o decimo maior rio da Geórgia. 
O vale do Bzipi apresenta uma rica biodiversidade do ponto de vista da botânica com plantas a destacarem-se tanto no campo dos arbustos como no das herbáceas, facto que acontece  particularmente na desfiladeiro do seu curso superior. Entre a mais proeminente das plantas, principalmente pela cor que ostenta, encontra-se a campânula mirabilis Campânula com um crescimento abundante de 100 flores por planta e a que é dado o nome de "rainha da flora da Abkházia." 